# Dolné Lovčice
Dolné Lovčice (in ungherese Alsólóc) è un comune della Slovacchia facente parte del distretto di Trnava, nella regione omonima.